# Dryf semantyczny
Dryf semantyczny, zmiana znaczeniowa, zmiana znaczenia lub zmiana semantyczna – zjawisko polegające na poszerzeniu pola semantycznego słowa lub jego zawężeniu.

## Przyczyny powodujące zmianę semantyczną
Blank podjął się stworzeniu kompletnej listy przyczyn zmiany semantycznej. Podsumował je jako przyczyny:
- językowe,
- psychologiczne,
- społeczno-kulturowe,
- kulturalne/encyklopedyczne.

Lista ta została poprawiona i poszerzona przez Grzega: do następujących czynników (w nawiasie termin angielski):
- niewyraźność (fuzziness),
- dominacja prototypu (dominance of the prototype),
- powody społeczne (social reasons),
- instytucjonalny i nieinstytucjonalny pre- i proskryptywizm (institutional and non-institutional linguistic pre- and proscriptivism),
- pochlebianie (flattery),
- obrażanie (insult),
- ukrywanie znaczenia (disguising language),
- tabu (taboo),
- powody estetyczno-formalne (aesthetic-formal reasons),
- powody komunikatywno-formalne (communicative-formal reasons), np. w celu uniknięcia słowa polisemicznego (wieloznaczeniowego) lub homofonu w pewnych kontekstach,
- gry słów (word play/punning),
- zbytnia długość słowa (excessive length of words),
- nadinterpretacja morfologiczna (morphological misinterpretation),
- powody logiczno-formalne (logical-formal reasons; lexical regularization),
- dążenie do elastyczności (desire for plasticity),
- antropologiczna waga pojęcia (anthropological salience of a concept),
- kulturowa waga pojęcia (culture-induced salience of a concept, cultural importance),
- zmiany referentów (changes in the referents), np. zmiany na świecie i w otaczającej rzeczywistości,
- zmiany w widzeniu świata (world view change),
- prestiż słów lub moda (prestige/fashion).

## Wybrane studia nad zmianą semantyczną

### Typologia Ullmanna
István Ullmann rozróżniał w swoich pracach The Principles of Semiotics (1957) oraz Semantics: An Introduction to the Science of Meaning (1962) między naturą a konsekwencjami zmiany semantycznej.
Do natury zaliczył:
- metaforę: zmianę opartą na podobieństwie znaczeń,
- metonimię: zmianę opartą na ciągłości znaczeń,
- etymologię ludową: zmianę opartą na podobieństwie nazw,
- elipsę: zmianę opartą na zbieżności nazw.

Do konsekwencji zaś:
- poszerzenie znaczenia: zwiększenie się liczby znaczeń,
- zawężenie znaczenia: zmniejszenie się liczby znaczeń,
- ameliorację znaczenia: wzrost jakości znaczenia,
- pejoratywizację znaczenia: spadek jego jakości.